# 이반 코르도바
이반 코르도바(스페인어: Iván Ramiro Córdoba, 1976년 8월 11일 ~ )는 콜롬비아의 은퇴한 축구 선수이다.
산 로렌소에서 활약하고 있던 2000년, 레알 마드리드와 AC 밀란의 이적 제안을 받았으나, 이를 뿌리치고 세리에 A의 인테르나치오날레로 이적하였다. 2001년에는 콜롬비아의 주장으로서 코파 아메리카에서 콜롬비아 대표팀을 우승으로 이끌었다.
2012년 5월 6일 그는 현역 은퇴를 선언했다.

## 국가대표팀 경력
- 1997년 코파 아메리카 국가대표
- 1998년 FIFA 월드컵 국가대표
- 1999년 코파 아메리카 국가대표
- 2001년 코파 아메리카 국가대표
- 2003년 FIFA 컨페더레이션스컵 국가대표
- 2007년 코파 아메리카 국가대표

## 수상
인테르나치오날레
- 세리에 A : 2006, 2007, 2008, 2009, 2010
- 코파 이탈리아 : 2005, 2006
- 이탈리아 슈퍼컵 : 2005, 2006, 2008
- UEFA 챔피언스리그 : 우승 (2009-10)
- FIFA 클럽 월드컵 : 우승 (2010)

 콜롬비아
- 코파 아메리카 : 우승 (2001)
- FIFA 컨페더레이션스컵 : 4위 (2003)